# Gare de Corps-Nuds
Gare de Corps-Nuds vasútállomás Franciaországban, Corps-Nuds településen.

## Vasútvonalak
Az állomást az alábbi vasútvonalak érintik:
- Châteaubriant-Rennes-vasútvonal

## Kapcsolódó állomások
A vasútállomáshoz az alábbi állomások vannak a legközelebb:
- Gare de Janzé (Gare de Châteaubriant, Châteaubriant-Rennes-vasútvonal)
- Gare de Saint-Armel (Gare de Rennes, Châteaubriant-Rennes-vasútvonal)